# Bataille de la Barbade
Guerre d'indépendance des États-Unis
La bataille de la Barbade se déroule en mars 1778 pendant la guerre d'indépendance des États-Unis.
En escortant une flotte de navires dans les Antilles, la frégate américaine USS Randolph est attaquée par le navire de ligne britannique HMS Yarmouth.
Le combat entraîne la défaite navale la plus coûteuse des États-Unis en termes de vies humaines (301 morts), jusqu'au naufrage de l'USS Arizona en 1941.
Nicholas Biddle, l'un des cinq premiers Captain de la Marine continentale, y trouve la mort.